# Vertrag von Alton
Der Vertrag von Alton war eine Übereinkunft zwischen König Heinrich I. von England und seinem älteren Bruder Robert II., genannt Curthose, des Herzogs der Normandie. Im Jahr 1101 erkannte Herzog Robert so den Herrschaftsanspruch Heinrichs als König von England an. Im Gegenzug erhielt Robert jährliche Geldleistungen und andere Zugeständnisse von Heinrich. Diese Übereinkunft beendete vorübergehend eine Krise in der Erbfolge der anglo–normannischen Könige von England.

## Vorgeschichte
Als Wilhelm I. der Eroberer 1087 starb, wurde sein Erbe unter seinen drei Söhnen wie folgt aufgeteilt:
- Robert II. erhielt das Herzogtum der Normandie,
- Wilhelm II., genannt Rufus, erhielt das Königreich England und
- Heinrich bekam 5.000 Pfund Silber.

König Wilhelm II. und Herzog Robert hatten vereinbart, dass nach dem Tode des einen der überlebende Bruder das Erbe antreten werde. Damit wäre der Besitz Wilhelms I., das Königreich England und das Herzogtum Normandie wieder in einer Hand vereinigt. 
Wilhelm II. starb am 2. August 1100 auf der Jagd. Herzog Robert II. befand sich zu diesem Zeitpunkt auf dem Ersten Kreuzzug. Heinrich, der jüngste  Bruder, der kein Landbesitz aus dem Erbe seines Vaters erhalten hatte, ergriff die Macht in England. Roberts Teilnahme am Ersten Kreuzzug und sein schwacher Stand unter den anglo–normannischen Baronen erleichterten es Heinrich, seinen MAnspruch durchzusetzen. Robert kehrte erst nach der Krönung Heinrich I. aus dem Heiligen Land zurück. Von seinem Ratgeber Ranulf Flambard ermutigt, erklärte er die Krönung Heinrichs I. zum König von England für ungültig. Er landete mit seinen Truppen bei Portsmouth. Heinrichs Macht hatte sich zwischenzeitlich jedoch gefestigt.

## Der Vertrag von Alton und seine Auswirkungen
Robert und Heinrich trafen sich im Marktflecken Alton in Hampshire. In der Vereinbarung verzichtete Robert auf seinen Machtanspruch in England gegen eine jährliche Zahlung von 3.000 Mark. Robert und seinem Gefolge wurde gestattet, in die Normandie zurückzukehren. Beide Brüder vereinbarten außerdem, sich bei der Bestrafung der Verräter zu unterstützen. 
Die Übereinkunft war nicht von langer Dauer. 1105 marschierte Heinrich in die Normandie ein und besiegte seinen Bruder am 28. September 1106 in der Schlacht bei Tinchebray (Département Orne, Frankreich). Herzog Robert geriet in Gefangenschaft und wurde von seinem Bruder bis zu seinem Tod 1134 in England in Gefangenschaft gehalten. Das Herzogtum der Normandie blieb für fast 100 Jahre unter der Kontrolle der englischen Krone. 1204 eroberte Frankreich den kontinentalen Teil der Normandie zurück. Die Kanalinseln, auch normannische Inseln genannt, sind bis zum heutigen Tage Kronbesitzungen der Könige von England.